# Batalla de Santa Cruz de Tenerife (1657)
La batalla de Santa Cruz de Tenerife tuvo lugar el 30 de abril de 1657 en el contexto de la guerra anglo-española de 1655-60, en la que la república inglesa liderada por Oliver Cromwell estaba enfrentada a la España de Felipe IV por el control del comercio con las Indias.
La armada inglesa al mando del almirante Robert Blake y el contraalmirante Richard Stayner penetró en el puerto de la ciudad y atacó a la flota de Indias que el general Diego de Egües y su segundo José Centeno tenían allí amarrada tras haber llegado desde Veracruz y La Habana. En el transcurso del combate, que se prolongó durante todo el día, hubo 300 muertos en el bando español y resultaron destruidas ocho de las naves allí fondeadas, aunque la carga que transportaban, desembarcada antes de la batalla, logró mantenerse a salvo. Por la parte inglesa se reportaron 50 muertos y 120 heridos. Empujadas por un viento favorable, todas las naves inglesas consiguieron salir del puerto maltrechas.

## Contexto histórico

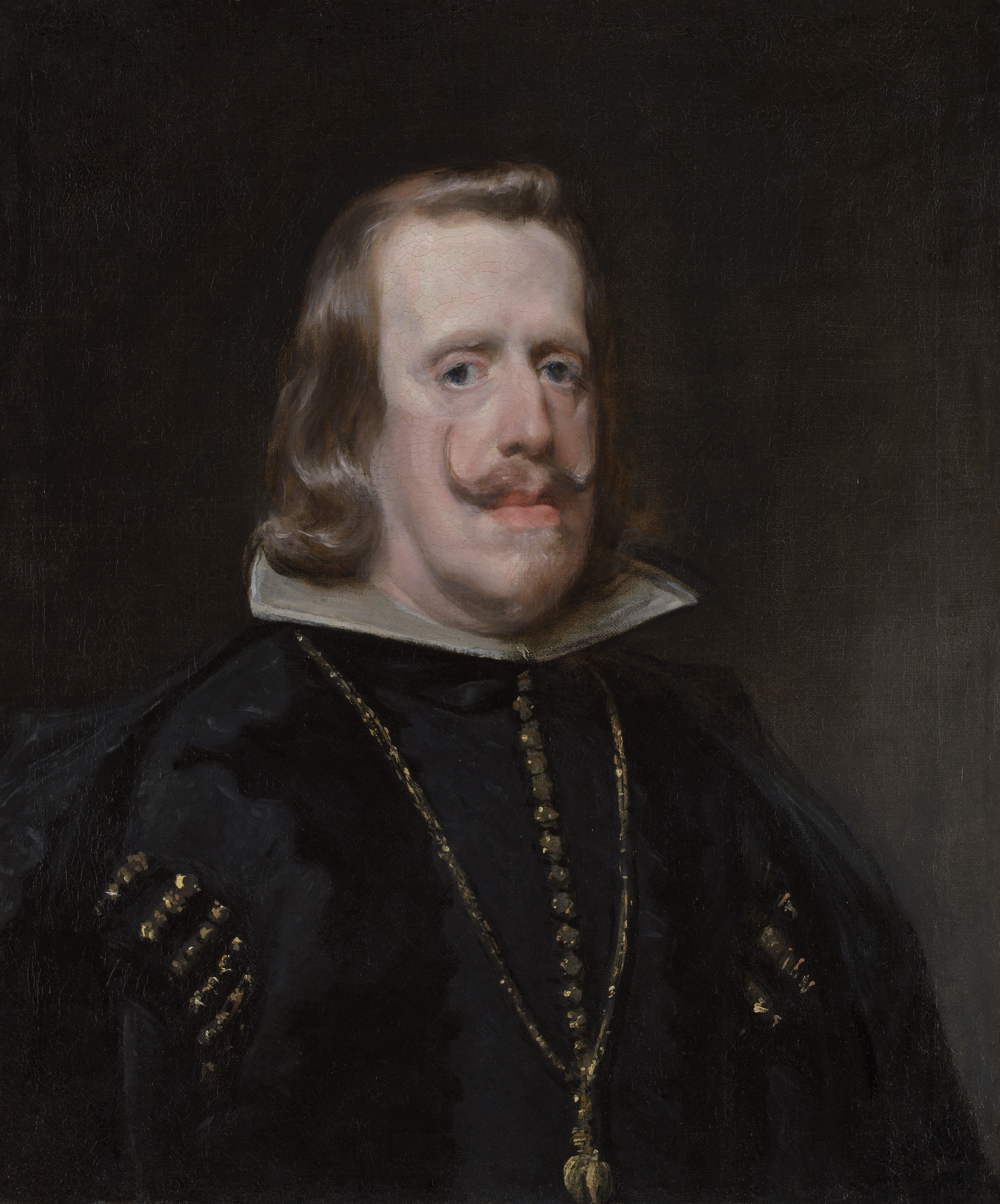
Felipe IV.

### Crisis en España
La década de los años 1640 no había sido fácil para España, bajo el reinado de Felipe IV y la privanza del Conde-Duque de Olivares y más tarde de Luis de Haro: los alzamientos independentistas ocurridos en Cataluña (1640), Andalucía (1641), Sicilia (1646), Nápoles (1647) y Aragón (1648) habían sido sofocados, pero persistía la guerra de independencia de Portugal; la guerra de Flandes había terminado en 1648 con la pérdida de Holanda; la guerra de los Treinta Años, terminada en Europa el mismo año, tenía su continuación en la guerra contra Francia; los ingresos provenientes de las Indias disminuían, en gran parte por los ataques de piratas y corsarios ingleses y holandeses a las colonias; las graves epidemias de 1647-52 habían diezmado la población; la hacienda pública, agotada con tanto gasto, había suspendido pagos (una vez más) en 1647, debiendo recurrir el Estado a renegociaciones de la deuda externa, subidas de impuestos y devaluaciones de la moneda. Fue lo que posteriormente se llamaría la crisis de 1640, enmarcada en el desarrollo de la decadencia española.

### Guerra civil en Gran Bretaña

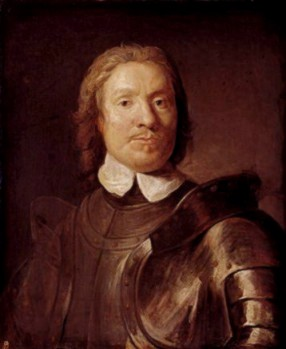
Oliver Cromwell.

En las islas británicas, la época había sido aún peor: Inglaterra, Escocia e Irlanda, las tres bajo el reinado de Carlos I de Inglaterra, estaban enfrascadas en las Guerras de los Tres Reinos, una serie de conflictos provocados por la intolerancia religiosa entre católicos, covenanters y protestantes y por las diferencias políticas entre parlamentarios y realistas. A la guerra de los Obispos (1639) siguieron la primera guerra civil inglesa (1642-45), la guerra civil escocesa, la segunda guerra civil inglesa (1648-49), la ejecución de Carlos I, la instauración de la república y la tercera guerra civil inglesa (1649-51), mientras Irlanda era ocupada militarmente tras las guerras confederadas.
En 1653 Oliver Cromwell había asumido el poder absoluto sobre los tres reinos como Lord Protector. Atrás quedaban más de 800.000 muertos y ya la república estaba embarcada en una nueva guerra contra Holanda motivada por la rivalidad comercial entre ambos países.

### Casus belli: el comercio en las Indias
Desde el descubrimiento de América, las Bulas Alejandrinas otorgaban a la Corona de Castilla el derecho exclusivo a la conquista y el monopolio comercial en las Indias, confirmados posteriormente por las leyes de Indias, según las cuales el comercio por parte de mercantes extranjeros estaba considerado por las autoridades españolas como contrabando.
Las relaciones anglo-españolas habían sido cordiales desde que en 1630 el tratado de Madrid puso fin a la guerra que habían mantenido Felipe IV y Carlos I, e incluso España había sido el primer país en reconocer a la nueva república, pero en 1654 Cromwell, disconforme con el monopolio comercial español sobre las Indias, envió sin previo aviso hacia el Caribe una expedición militar bajo el mando de William Penn y Robert Venables con el objetivo de establecer una base de operaciones y apoderarse de la flota del tesoro española. Tras ser rechazados en su ataque a La Española, éstos marcharon contra Jamaica, desalojando a las fuerzas españolas allí presentes. España exigió la restitución de la isla y se reafirmó en su derecho al monopolio comercial en las Indias. Al fracasar las negociaciones diplomáticas, Felipe IV ordenó cortar las relaciones con Inglaterra y confiscar los bienes de los ciudadanos ingleses en España; Cromwell respondió con una declaración formal de guerra contra España.
En el transcurso de la guerra Cromwell señaló como objetivo prioritario la captura de la flota de Indias española, que anualmente llegaba desde América cargada de riquezas. Ya en 1656 la armada inglesa atacó la flota de Juan de Hoyos, capturando parte de su carga, y durante todo el año siguiente el almirante Robert Blake y su segundo Richard Stayner se mantuvieron frente a las costas de Andalucía acechando la llegada de una nueva flota.

## Preparativos

### La flota de Indias fondea en Tenerife
La flota de Indias, formada por dos galeones, ocho mercantes y un patache bajo el mando de Diego de Egües y de su segundo José Centeno, salió de Veracruz cargada con la plata americana en agosto de 1656, y tras hacer escala en La Habana, donde una docena de fragatas inglesas habían estado acechando su llegada hasta unos días antes, llegó a La Palma el 18 de febrero, desde donde marchó hasta Tenerife. El 26 del mismo mes zarpó hacia la península, pero a la altura de Gran Canaria fue alcanzada por un mensajero del gobernador de Canarias Alonso Dávila advirtiéndole de la presencia de la flota inglesa en las costas de Andalucía. Este aviso y la rotura de un mástil de la nao capitana convenció a Egües para volver al abrigo del puerto de Santa Cruz. Habiendo recibido instrucciones de Felipe IV para permanecer allí hasta nueva orden, Egües ordenó desembarcar la carga de las naves y ponerla a salvo de un hipotético ataque inglés. El 14 de marzo comenzó la operación de descarga de las naves, fijándose un plazo de dos meses para la terminación de la misma.

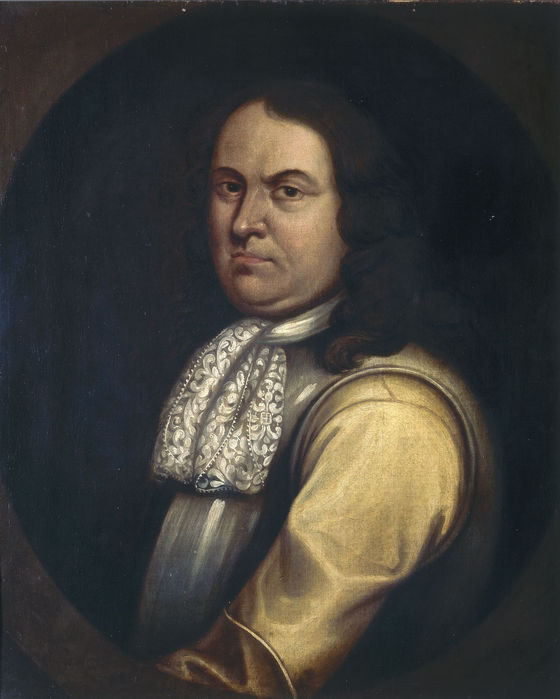
Robert Blake.

### La armada inglesa se dirige hacia Canarias
Entretanto la flota inglesa, 23 navíos de guerra bajo el mando del almirante Robert Blake con John Bourne como vicealmirante y Richard Stayner como contraalmirante, había pasado el invierno frente a la costa andaluza esperando capturar la flota de Indias a su llegada a Cádiz. Habiendo recibido inteligencia sobre la llegada de Egües a Tenerife y sobre los tratos en que andaban los españoles con el holandés Michiel de Ruyter para transportar el tesoro a Flandes, la armada inglesa puso rumbo a Canarias.

### El puerto de Santa Cruz
La actual ciudad de Santa Cruz era por aquel entonces un núcleo de aproximadamente 1.125 habitantes, dependiente del ayuntamiento de San Cristóbal de La Laguna. Su puerto, en forma de semicírculo, estaba protegido por el castillo de San Cristóbal y por una serie de reductos armados con artillería y mosquetería y unidos entre sí por una muralla paralela a la costa (el castillo de San Juan, más al sur, quedaba fuera de tiro; el de Paso Alto era sólo un fortín en esta fecha).
Las naves estaban amarradas borda con borda, lo más cerca posible de tierra; además de la flota de Egües se encontraban en el puerto otras naves más hasta el número de 16. Alonso Dávila era el capitán general de las islas, que en previsión de posibles ataques había dispuesto una fuerza numerosa: Tenerife contaba para su defensa con 10 000 hombres, 1000 arcabuces, 300 mosquetes y 150 quintales de pólvora. Otros personajes destacados en la defensa de la plaza fueron el lugarteniente de Dávila, Bartolomé Benítez de la Cueva, el corregidor y capitán a guerra Ambrosio de Barrientos, el sargento mayor Juan Fernández Franco, el castellano de San Cristóbal Fernando Esteban Guerra de Ayala y su mujer Hipólita Sopranis.

## Ataque inglés al puerto de Santa Cruz

### La batalla

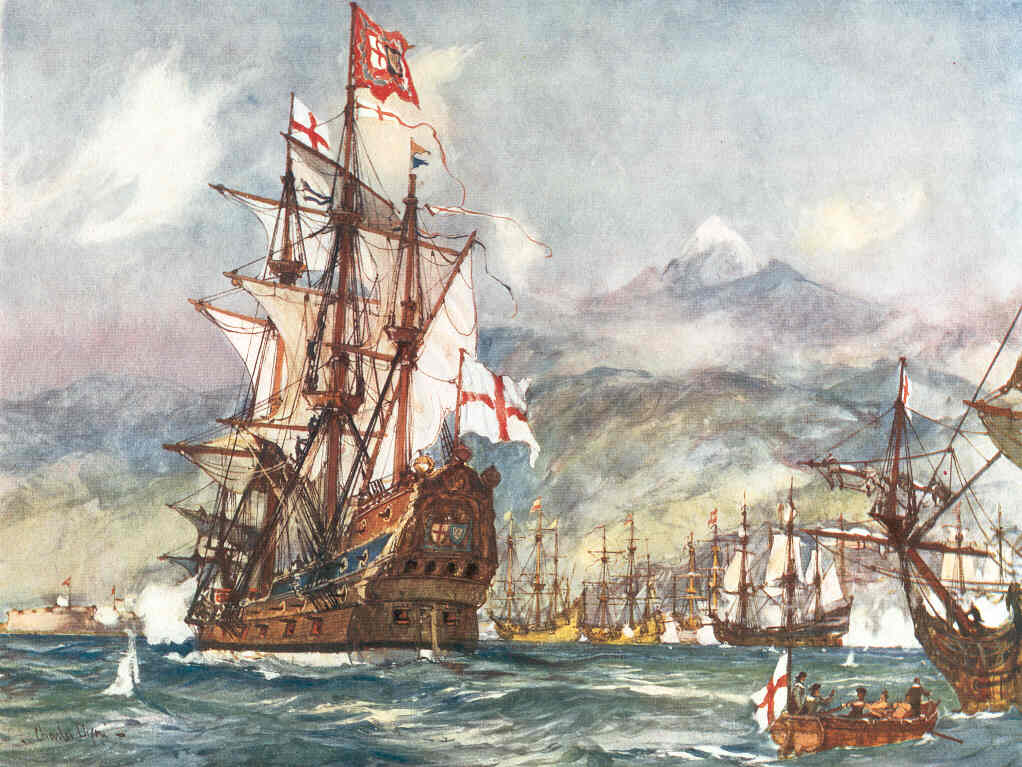
El St. George, capitaneado por Blake, en Santa Cruz. Cuadro de Charles Dixon.

A las 8 de la mañana del lunes 30 de abril, 12 fragatas inglesas encabezadas por el Speaker de Richard Stayner se adentraron en fila en el puerto hasta situarse tan cerca de las naves españolas como para que éstas les dejaran a cubierto de los proyectiles lanzados desde el castillo y los reductos, y tras desplegarse comenzaron a luchar contra estas. Poco después el resto de la flota inglesa, con Blake al mando, tomó posición más afuera, empezando un intenso intercambio de fuego de artillería con las baterías de tierra.
Los barcos mercantes españoles fueron abordados fácilmente por los ingleses; sólo los galeones de Egües y Centeno consiguieron oponer cierta resistencia, pero superados en número, a mediodía fueron incendiados por sus capitanes para evitar que fuesen tomados por los enemigos. Las fragatas inglesas intentaron tomar como presas los navíos abordados, pero perdida ya toda la flota española, la artillería arreció en su ataque contra los ingleses, y Blake dio órdenes de abandonar e incendiar todos los barcos españoles.
A las 3 de la tarde, todos los navíos españoles habían sido destruidos y los ingleses comenzaron su retirada, que no pudieron completar hasta que al atardecer, un cambio de viento les empujó mar adentro; la fragata de Stayner, desarbolada y haciendo aguas, hubo de ser remolcada.

### Resultados
Por la parte inglesa hubo 50 muertos y 120 heridos; los daños sufridos por las naves fueron reparados en los dos días siguientes. Los ingleses se llevaron dos mercantes capturados, con carga de cuero y vajilla.
En el bando español hubo cerca de 300 muertos, 5 de ellos de entre la gente de tierra y el resto de la marinería, perdiéndose 11 de las naves fondeadas en el puerto (los dos galeones, siete mercantes hundidos y dos capturados) y parte de su carga, que todavía en la fecha del ataque no había sido desembarcada. Las pérdidas fueron valoradas por los ingleses en 10 millones de libras esterlinas o 48 millones de pesos. El tesoro desembarcado de las naves con anterioridad al ataque, valorado entre 5 y 10 millones de piezas de a ocho, se transportó a San Cristóbal de La Laguna, varios kilómetros tierra adentro, en previsión de un segundo ataque inglés, que no llegó a producirse.
Vista la situación, Felipe IV ordenó dar por terminado en Santa Cruz el viaje de la flota de Indias. Como era habitual, sólo una parte de la carga era para la corona, siendo el resto propiedad de particulares, en cuyo inventario se encontraron numerosas mercancías de contrabando; de la requisa de éstas el Estado obtuvo una cantidad superior a la pérdida en la batalla.
La ausencia de barcos en los que transportarlo motivó que el dinero quedase inmovilizado en Canarias hasta el 28 de marzo de 1658, cuando Egües y Centeno consiguieron arribar con él a El Puerto de Santa María en dos embarcaciones de cabotaje.

## Valoración de los hechos
Como ocurre a menudo, el análisis de los hechos varía según quién cuente la historia, y en la valoración de los resultados y de sus consecuencias influyen grandemente las simpatías nacionalistas, hasta el punto de que acabado el episodio, ambos contendientes se atribuyeron la victoria:
En el bando anglófilo se resaltó la intrepidez de la expedición, la total destrucción de la flota española, la diferencia en el recuento de bajas y las cuantiosas pérdidas en el bando español.
En el bando hispanista se tomó más en consideración que se consiguiera mantener a salvo el grueso del tesoro que la flota transportaba, minimizando las pérdidas, y que se impidiera a los ingleses el apresamiento de las naves españolas y el desembarco y conquista de la plaza, habida cuenta de la inferioridad de armamento con que contaban los defensores.

### Jactancia inglesa
Cuando las noticias de lo ocurrido llegaron a Inglaterra a finales de mayo, el encuentro se celebró como una resonante victoria. Cromwell felicitó a Blake y el parlamento inglés acordó concederle una joya por valor de 500 libras. Stayner fue nombrado sir, al capitán John Story, que había llevado la noticia a Londres, se le gratificó con otras 100 libras y se dispuso la celebración de un día de acción de gracias. Blake no llegó a ser recibido en Londres, pues murió poco antes de su regreso, afectado de escorbuto.
Como una victoria inglesa sería también valorada por la casi totalidad de los historiadores británicos que posteriormente tocaron el tema

y por los biógrafos de Blake

, así como por algunos otros autores de terceros países

 y algún español.

Toda la acción fue tan asombrosa que todos los que conocían el lugar se preguntaron qué hombre sobrio, de qué valor dotado, la hubiera acometido (...); mientras los españoles se consolaban pensando que eran demonios, y no hombres, quienes les habían destruido de tal manera.

El historiador británico C.H. Firth sugirió que, debido a las pérdidas económicas habidas en este encuentro y en la captura de la flota del año anterior frente a las costas de Cádiz, las tropas españolas sufrieron una merma en su operatividad en las campañas de Portugal y de los Países Bajos, donde en los meses siguientes las tropas inglesas y francesas, bajo el mando de John Reynolds y Turenne, que actuaban conjuntamente según lo establecido en el tratado de París, superaron a los tercios españoles dirigidos por Juan José de Austria y Luis de Condé, y que la falta de navíos con los que cubrir la carrera de Indias fue el motivo que llevó a España a abrir el monopolio comercial que tan celosamente había mantenido, ofreciendo a las Provincias Unidas tomar parte en el negocio.

### Optimismo español
En España fueron igualmente optimistas con el resultado: Felipe IV concedió a Canarias el comercio con América por tres años, agradeció a Egües sus servicios y le premió con una encomienda de indios de 2.000 ducados de renta en la provincia americana que él eligiese, y a Centeno con una de 1.500. (No corrió la misma suerte Juan de Benavides, quien fue encarcelado y decapitado tras rendir la flota bajo su mando ante el ataque de Piet Hein en la batalla de la bahía de Matanzas de 1628.)
Cuando Carlos IV concedió a Santa Cruz de Tenerife en 1803 el título de villa exenta, dispuso que en su escudo figurasen tres cabezas de león, animal heráldico de Inglaterra, en recuerdo de las tres victorias que la ciudad tuvo contra los ingleses: contra Blake en 1657, Jennings en 1706 y Nelson en 1797.
De entre los historiadores españoles, destacaron los canarios: Viera y Clavijo, quien describió la batalla como una clara victoria de las fuerzas locales, en la misma línea que
Núñez de la Peña,
Dugour,
Rumeu de Armas,
Millares,
Joaquín Blanco o el británico Richard F. Burton.
Otros autores españoles que escribieron la historia local o nacional, omitieron el encuentro

o lo mencionaron sin extenderse en detalles.

Con mucha más razón que en Londres debió ser aplaudida en Madrid la noticia del valor y magnanimidad con que los canarios, además de haber defendido el tesoro de la flota, impedido la presa y maltratado al inglés, habían anticipado a la América los avisos convenientes para su resguardo.

Cuarenta años después del análisis de Firth, el canario Rumeu de Armas le dio la réplica sugiriendo que las verdaderas intenciones de Blake eran el desembarco y toma de la plaza, misión en la que fracasó, y señalando que la batalla «ni se puede considerar como un hecho glorioso ni las consecuencias de la misma supusieron graves contratiempos para España», ya que exceptuando los galeones, el resto de las naves eran de pequeño porte, que la inferioridad de las fuerzas defensoras era manifiesta y que la cantidad económica perdida no era un grave inconveniente para España.